# Age of Empires III: The War Chiefs
Age of Empires III: The War Chiefs is het eerste uitbreidingspakket van het real-timestrategycomputerspel Age of Empires III. Het spel verscheen op 17 oktober 2006 en is ontwikkeld door Ensemble Studios en uitgegeven door Microsoft Game Studios.
Bij deze uitbreiding zijn er drie nieuwe beschavingen toegevoegd. Dit zijn de indiaanse stammen van Amerika in de tijd waarin het spel zich afspeelt (rond 1500, ontdekking van Amerika). De nieuwe beschavingen zijn: de Azteken (uit Midden-Amerika), de Sioux (uit de VS en Canada) en de Irokezen (uit de gebieden rond het huidige Montréal en New York). Er zijn ook 7 nieuwe stammen.
Ook zijn er nieuwe upgrades voor bepaalde units en zelfs geheel nieuwe units.

## Aanpassingen aan de gameplay
Wanneer de speler een van de Europese landen speelt, kan er in The War Chiefs gekozen worden om in plaats van naar de Imperial Age te gaan, een revolutie te beginnen. Hierdoor krijgt de speler een bonus, maar de speler kan geen civilians krijgen, en de al bestaande civilians worden militia.
Ook is er stealth toegevoegd aan The War Chiefs. Eenheden met stealth kunnen niet gezien worden door de vijandelijke partij.
Age of Empires · The Rise of Rome
Age of Empires II · The Conquerors · The Forgotten · The African Kingdoms · Rise of the Rajas · Lords of the West
Age of Mythology · The Titans · Tale of the Dragon
Age of Empires III · The War Chiefs · The Asian Dynasties 
 Age of Empires IV 
 Age of Empires Online